# Glen Parva
Glen Parva est une paroisse civile du Leicestershire, en Angleterre.